# Плам-Спрінгс (Кентуккі)
Плам-Спрінгс (англ. Plum Springs) — місто (англ. city) в США, в окрузі Воррен штату Кентуккі. Населення — 497 осіб (2020).

## Географія
Плам-Спрінгс розташований за координатами 37°1′11″ пн. ш. 86°22′56″ зх. д. / 37.01972° пн. ш. 86.38222° зх. д. (37.019732, -86.382351).  За даними Бюро перепису населення США в 2010 році місто мало площу 0,77 км², уся площа — суходіл.

## Демографія
Згідно з переписом 2010 року, у місті мешкали 453 особи в 183 домогосподарствах у складі 126 родин. Густота населення становила 585 осіб/км².  Було 190 помешкань (245/км²).
Расовий склад населення:
| - 90,1 % — білих - 9,3 % — чорних або афроамериканців |

До двох чи більше рас належало 0,2 %. Частка іспаномовних становила 2,9 % від усіх жителів.
За віковим діапазоном населення розподілялося таким чином: 22,5 % — особи молодші 18 років, 63,2 % — особи у віці 18—64 років, 14,3 % — особи у віці 65 років та старші. Медіана віку мешканця становила 37,5 року. На 100 осіб жіночої статі у місті припадало 100,4 чоловіків;  на 100 жінок у віці від 18 років та старших — 90,8 чоловіків також старших 18 років.
Середній дохід на одне домашнє господарство  становив 51 245 доларів США (медіана — 44 107), а середній дохід на одну сім'ю — 54 498 доларів (медіана — 58 250). За межею бідності перебувало 18,7 % осіб, у тому числі 25,8 % дітей у віці до 18 років та 12,1 % осіб у віці 65 років та старших.
Цивільне працевлаштоване населення становило 254 особи. Основні галузі зайнятості: освіта, охорона здоров'я та соціальна допомога — 33,1 %, виробництво — 17,3 %, мистецтво, розваги та відпочинок — 13,4 %.